# Dumbo (Brooklyn)
Pour les articles homonymes, voir Dumbo (homonymie).
Dumbo, acronyme de Down Under the Manhattan Bridge Overpass, est un quartier historique de Brooklyn, l'un des cinq arrondissements de la ville de New York.

## Événements
Plusieurs événements ont lieu dans le quartier. On peut citer parmi ceux-ci :
- le Dumbo Art Festival, organisé chaque année depuis 1997 à la fin du mois de septembre[1]. Il accueille en moyenne 200 000 visiteurs sur trois jours ;
- Smorgasburg, festival gastronomique en plein air accueillant vendeurs locaux et régionaux.

## Dans la culture populaire
- Le quartier apparaît dans les jeux vidéo Grand Theft Auto IV et Grand Theft Auto: Chinatown Wars sous le nom de Boabo (Beneath the Off-ramp of the Algonquin Bridge Overpass).

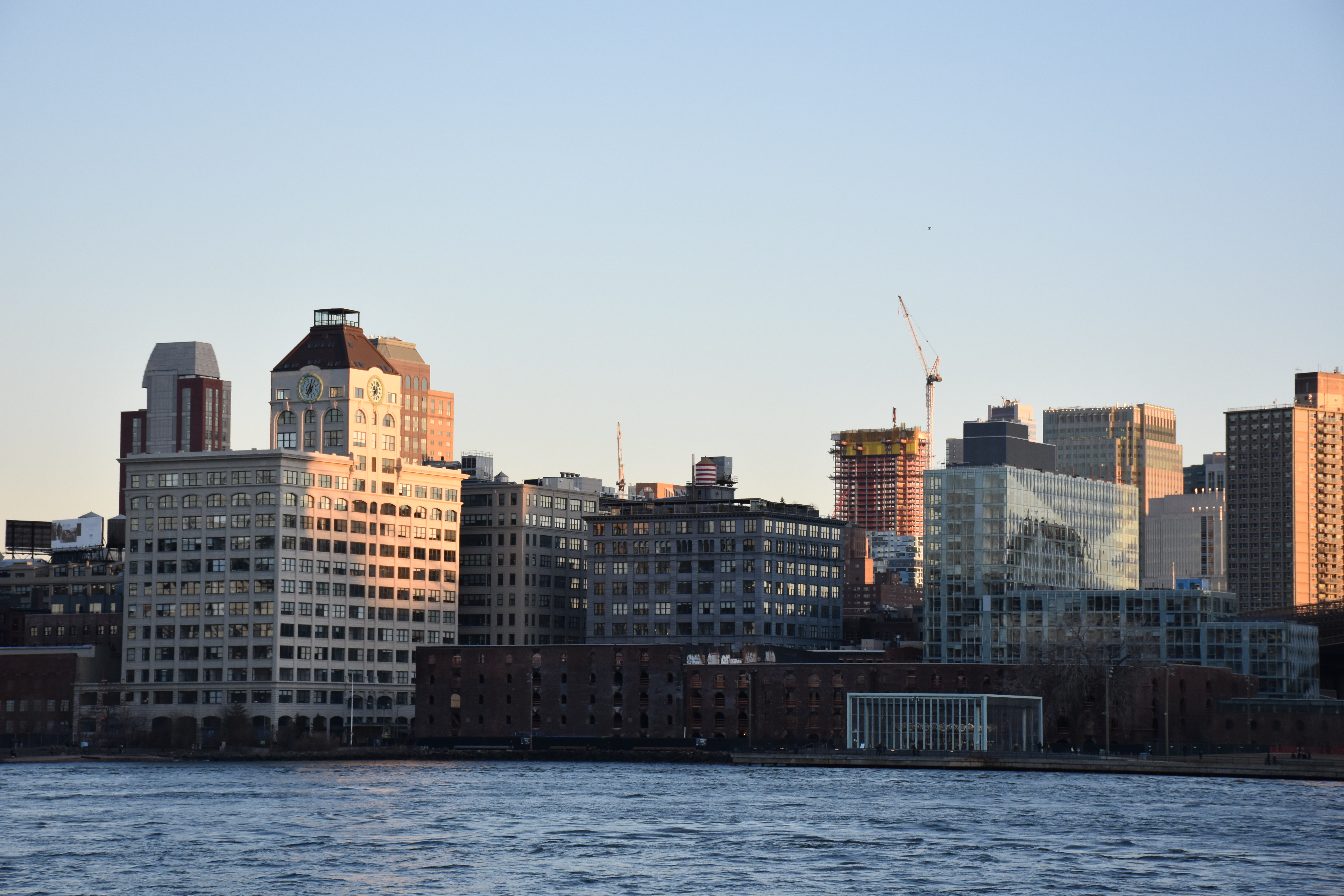
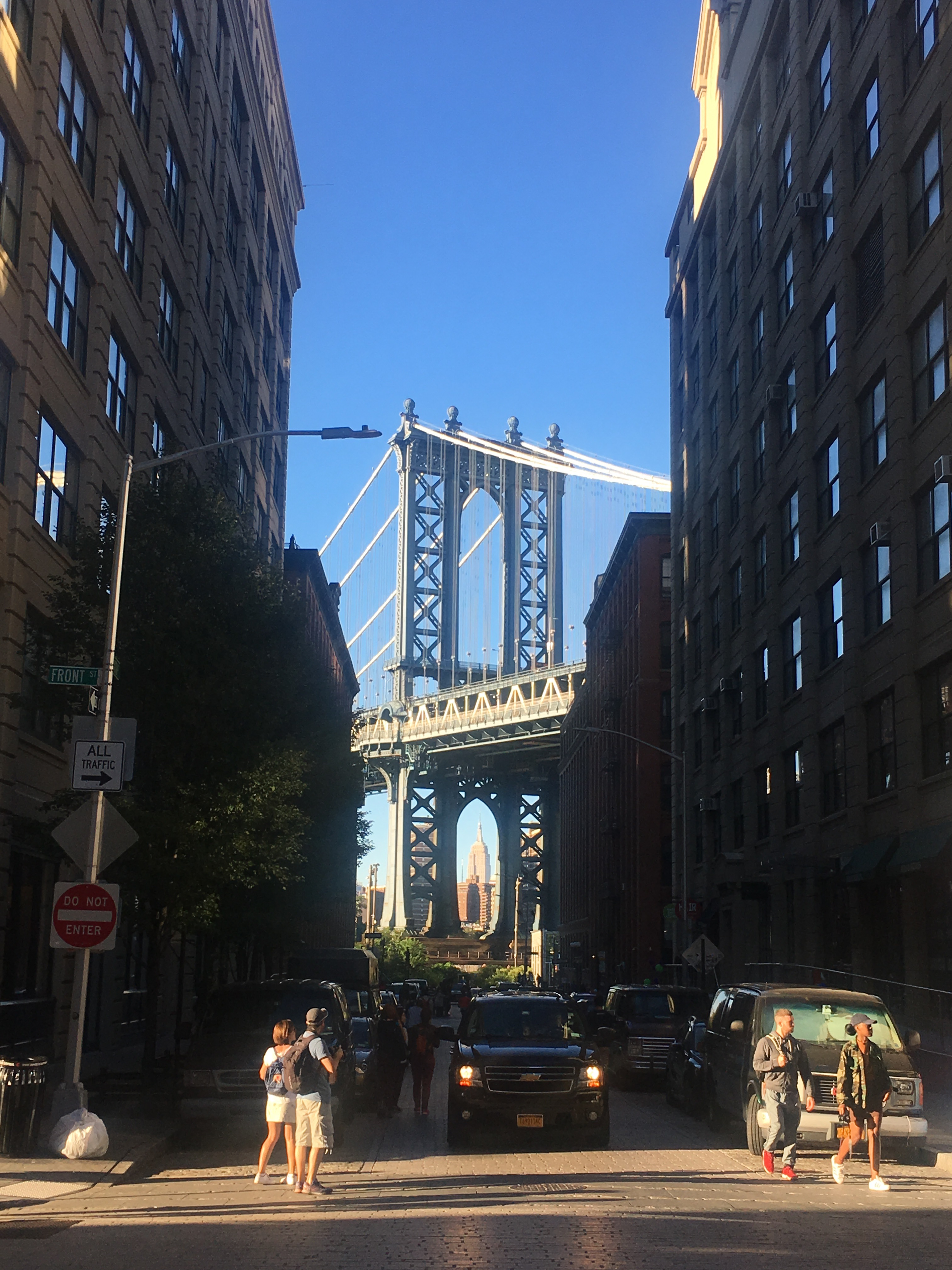
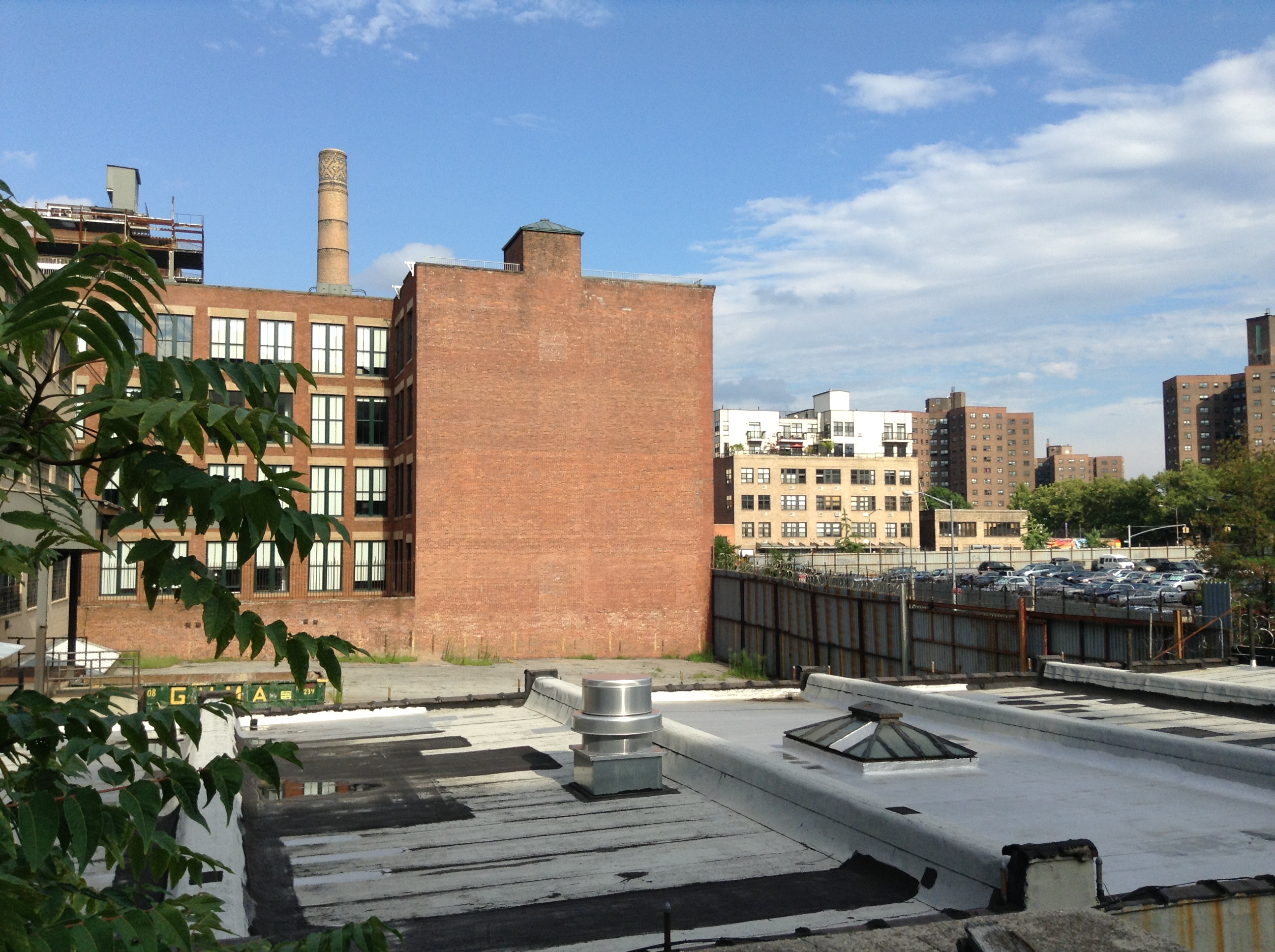
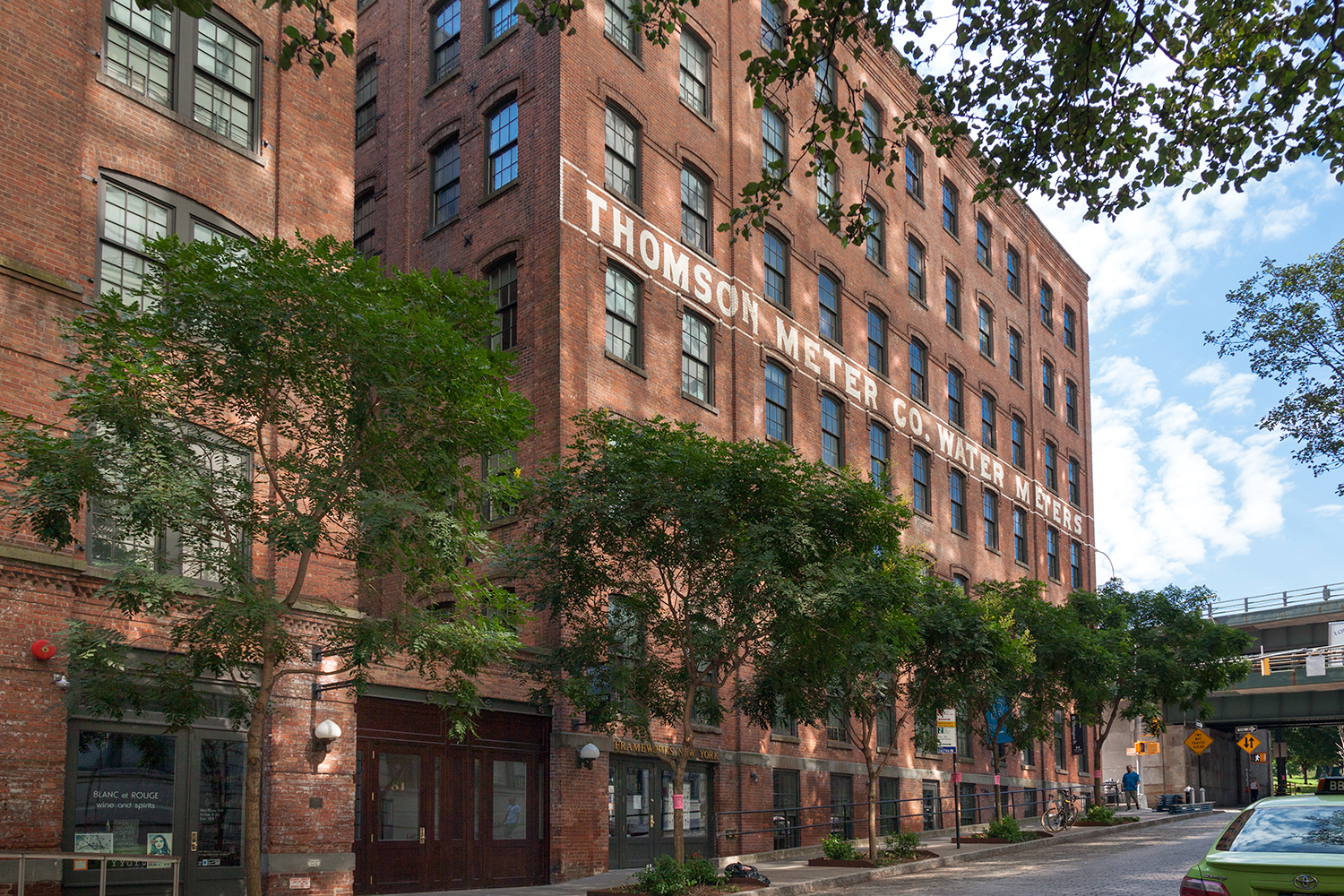